# PacManhattan
PacManhattan bzw. Pac-Manhattan ist ein analoges Urban Game, das im Jahr 2004 von Studenten der Tisch School of the Arts an der New York University (NYU) entwickelt und in der Folge in unregelmäßigen Abständen gespielt wurde. Das Spiel baut auf dem klassischen Arcade-Spiel Pac-Man auf und versetzt dieses in die reale Umgebung des Washington Square Park in Lower Manhattan, New York City.

## Geschichte
Das Spiel PacManhattan wurde 2004 im Rahmen des Graduiertenprogramms Interactive Telecommunications der New York University unter der Leitung von Frank Lantz entwickelt, um zu erforschen, was passiert, wenn Spiele „aus ihrer "kleinen Welt" aus Tischplatten, Fernsehern und Computern entfernt und in die größere "reale Welt" aus Straßenecken und Städten platziert werden.“
In der Folge wurde das Spiel von Hobby-Spielern in mehreren Städten wiederholt. 2014 wurde das Spiel im Rahmen des 2008 mit dem Diana Jones Award ausgezeichneten Come Out and Play Festival wiederholt.

## Spielweise
Das Spiel wir mit insgesamt 10 Personen gespielt, es gibt fünf Spieler auf der Straße (Pac Man + 4 Geister) und fünf Spieler in einem Kontrollraum. Ein Spieler, der als Pac-Man verkleidet ist, muss um den Bereich des Washington Square Park in Manhattan herumlaufen und versucht, alle virtuellen Punkte in den Straßen zu sammeln (die nur seinem Controller bekannt sind). Vier Spieler, die als die Geister Inky, Blinky, Pinky und Clyde gekleidet sind, versuchen, den Pac-Man zu fangen, bevor alle Punkte gesammelt werden. Jeder Spieler auf der Straße ist mit einem „Controller“ verbunden und mit diesem ständig per Handy in Kontakt. Die Rolle des Controllers besteht darin, die Position seines Spielers zu aktualisieren, während er oder sie durch die Straßen läuft. An jeder Kreuzung informiert der Spieler auf der Straße den Controller von seiner Position, die dann per Software aktualisiert und mit den anderen Controllern geteilt wird. Pac-Man versucht, das Spielfeld von Punkten zu befreien, bevor er von einem der Geister erwischt wird.
Das Spielfeld umfasst einen 6x4 Blocks großes Gebiet rund um den Washington Square Park in Manhattan. Kreuzungen werden durch einen Buchstaben und eine Zahl gekennzeichnet, die in der linken oberen Ecke beginnen und von links nach rechts verlaufen. Die Power-Pellets befinden sich an den Kreuzungen A1, E1, A6, und E7, also an den Ecken des Spielfeldes. Wenn sie aktiv sind, wird ihr Kreuzungspunkt gelb gefärbt, wenn sie verbraucht werden, wird ihr Kreuzungspunkt weiß. Der Washington Square Park selbst ist für alle Spieler tabu.
Zu Beginn des Spiels läuft Pac-Man durch die Straßen und bleibt immer im Freien innerhalb des dafür vorgesehenen Spielbereichs. Die Geister können derweil anfangen, Pac-Man zu verfolgen und einzukreisen. Immer wenn einer der Spieler an einer Kreuzung angekommen ist, gibt er seinen Standpunkt an seinen Controller weiter. Die Controller können jederzeit die Positionen der anderen Spieler an ihren Charakter weitergeben. Wenn Pac-Man an einer Kreuzung mit einem verfügbaren Power-Pellet ankommt, wird dieser automatisch aktiviert; wird er gejagt, muss er eine Stange an der Ecke berühren, um das Power-Pellet zu aktivieren. Nach der Aktivierung eines Power-Pellets ist Pac-Man zwei Minuten lang „unbesiegbar“ und kann die Geister jagen. Wenn ein Geist gegessen wird, muss er Geist zu seinem Ausgangspunkt zurückkehren, bevor er Pac-Man wieder verfolgen kann.
Pac-Man erhält 30 Punkte pro Block, der vollständig umrundet wird, und 200 Punkte für den ersten Geist, der während der Dauer eines Power-Pellets eingefangen wird. Die Punkte, die für den Fang eines Geistes gewonnen werden, werden für jeden nachfolgenden Geist verdoppelt (200, 400, 800, 1600). Die Runde endet, wenn Pac-Man alle virtuellen Punkte gegessen oder von einem Geist gefangen wird.
Mit Hilfe von Handy-Kontakten, Wi-Fi-Internetverbindungen und spezifischer Software, die vom Pac-Manhattan-Team entwickelt wurde, werden Pac-Man und die Geister von einem zentralen Ort aus verfolgt und ihr Fortschritt über das Internet für Zuschauer aus der ganzen Welt übertragen.

## Rezeption
PacManhattan wurde 2004 nach der Entwicklung des Spiels zum ersten Mal öffentlich gespielt und erhielt eine breite Medienverbreitung, vor allem in den Medien New Yorks. Videos von dem Spiel wurden über youtube und andere Medien weltweit verteilt.
Die New York Times berichtete über das Spiel als

„a real-world version of the 1980's video game played on the streets of New York and the latest example of a so-called big game: a contest that uses wireless devices like cellphones and global positioning beacons to track players as they move through the urban grid, turning cities into vast game boards.“

Der Journalist Warren St. John setzte das Spiel in Beziehung zu anderen big games wie die in London entwickelten Spiele Can You See Me Now?, Uncle Roy All Around You und  Savannah sowie das Digital Street Game, das von Intel für Manhattan entwickelt wurde. Die New York Sun schrieb über die teilnehmenden Studenten:

„They aren't crazy. They aren't celebrating Halloween in May and they aren't victims of a fraternity hazing ritual. They are New York University graduate students playing Pac-Manhattan, a real-life – and more dangerous – version of Pac-Man transporting the world's most famous arcade game to the crowded streets of New York City.“

Neben diesen Zeitungen berichteten zahlreiche weitere Medien und Blogs über das Spiel, darunter Reuters, CNN, Wired, Gothamist und CBS Radio. In Deutschland wurde das Spiel u. a. von Spiegel online aufgegriffen.

## Belege
1. 1 2 3  Warren St. John: Quick, After Him: Pac-Man Went Thataway. The New York Times, 9. Mai 2004; abgerufen am 3. Februar 2019.
2. ↑  „in order to explore what happens when games are removed from their "little world" of tabletops, televisions and computers and placed in the larger "real world" of street corners, and cities.“ About, pacmanhattan.com; abgerufen am 3. Februar 2019.
3. ↑  PacManhattan, Einladung zum 10-jährigen Jubiläum; abgerufen am 3. Februar 2019.
4. ↑  PacManhattan beim Come Out and Play Festival 2014; abgerufen am 3. Februar 2019.
5. 1 2  About, pacmanhattan.com; abgerufen am 3. Februar 2019.
6. 1 2 3 4  Rules, pacmanhattan.com; abgerufen am 3. Februar 2019.
7. ↑  Jacob Gershman: NYU Graduate Students Use City as Their Game Board. The New York Times, 9. Mai 2004; abgerufen am 3. Februar 2019.
8. ↑  Press, pacmanhattan.com (Originalbeiträge teilweise nicht mehr abrufbar); abgerufen am 3. Februar 2019.
9. ↑  Tom Hillenbrand: Geisterstunde in Manhattan. Spiegel online, 11. Mai 2004; abgerufen am 3. Februar 2019.